# Gare d'Akabane-Iwabuchi
La gare d'Akabane-Iwabuchi (赤羽岩淵駅, Akabane-Iwabuchi-eki) est une  gare ferroviaire japonaise située dans l'arrondissement de Kita à Tokyo. Elle est gérée conjointement par les compagnies Saitama Railway Corporation et Tokyo Metro.

## Situation ferroviaire
La gare d'Akabane-Iwabuchi est située au point kilométrique (PK) 21,3 de la ligne Namboku et marque le début de la ligne Saitama Railway.

## Histoire
La gare a été inaugurée le 29 novembre 1991 comme terminus de la ligne Namboku. La ligne Saitama Railway y arrive le 28 mars 2001.

## Services aux voyageurs

### Accès et accueil
La gare est une station souterraine, avec guichet et ouverte tous les jours.

### Desserte
- voie 1 : Ligne Saitama Railway, direction Urawa-Misono
- voie 2 : Ligne Namboku, direction Meguro

Les services entre les deux lignes sont interconnectés.